# Општина Барсана (Марамуреш)
Барсана (рум. Bârsana) општина је у Румунији у округу Марамуреш.
Oпштина се налази на надморској висини од 310 m.